# دان دوفي
دان دوفي (بالإنجليزية: Dan Duffy)‏ هو سياسي أمريكي، ولد في 11 مارس 1966 في شيكاغو في الولايات المتحدة. حزبياً، نشط في الحزب الجمهوري.